# Diporiphora magna
Diporiphora magna är en ödleart som beskrevs av  Storr 1974. Diporiphora magna ingår i släktet Diporiphora och familjen agamer. Inga underarter finns listade i Catalogue of Life.